# 로소보로넥스포르트

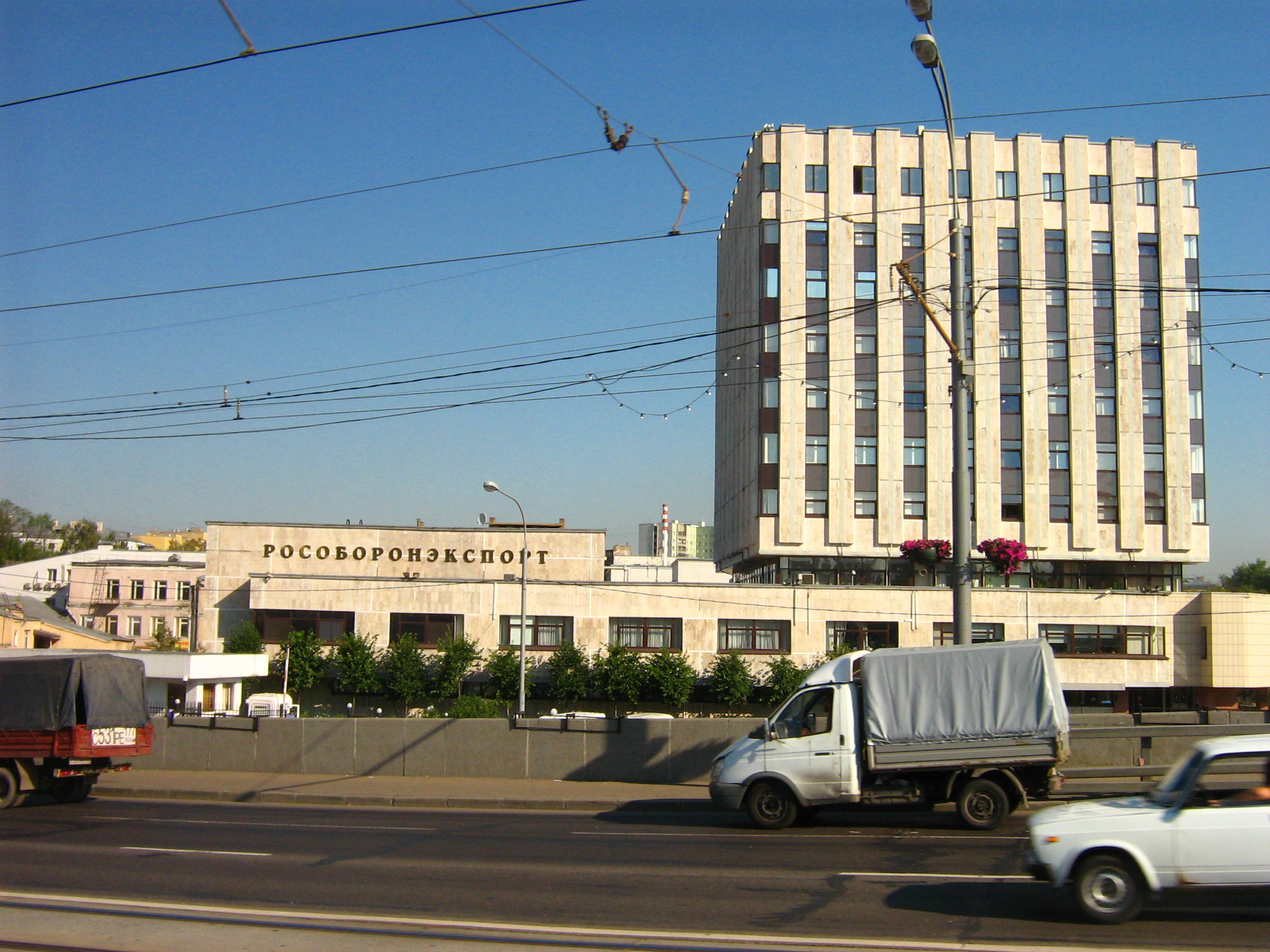

로소보로넥스포르트 국영 기업(러시아어: Федеральное государственное унитарное предприятие «Рособоронэкспорт», 영어: Rosoboronexport State Corporation)는 러시아에서 유일하게 방산 제품 및 기술의 수출입을 담당하는 국영 중계 회사이다. 러시아 대통령령에 의해 설립되었으며 러시아와 외국 간의 군사기술 협력 정책을 이행한다.
로소보로넥스포르트에서 판매하는 제품은 모두 러시아 정부의 보증을 받으며 이 회사는 러시아에서 생산된 무기 및 군수품 전반의 수출을 허가받은 유일한 공급 회사이다. 현재 세계적인 무기 수출 회사 중 하나이며 외국 회사와 장기 상호 협력 관계의 촉진 및 강화를 할 수 있는 유일한 기업이다.

## 역사
최초의 외국과의 군사기술 협력을 위한 중계 회사는 1953년 5월 8일 소련 각료 이사회의 결정으로 설립되었다. 또한 다른 해외 교역 조직이 확장된 군사기술 협력을 제공하기 위해 나중에 설립되었다. 따라서 1990년대 말 러시아에는 무기 수출을 통합하여 관리하는 2개의 국영 기업이 있었다. 그 기업들은 각각 로스보로제니 국영 기업(러시아어: ФГУП «Росвооружение»)와 프롬엑스포르트 국영 기업(러시아어: ФГУП «Промэкспорт»)이었다.
2000년 11월 2개의 회사는 러시아와 외국 간의 군사 기술 협력 구조를 개혁하고 효율을 높이기 위해 제정된 대통령령 제 1834호에 의해 로소보로넥스포르트 국영 기업으로 합병되어 방산 제품 및 기술의 수출입을 담당하는 유일한 독점 기업이 되었다.

## 활동
- 방산 제품과 서비스 전반의 수출입
- 수출 허가된 무기 및 군수품의 생산 조직
- 러시아에서 생산된 무기 및 군수품의 유지 및 보수
- 러시아와 기타 국가의 제품 가동 및 유지를 위한 해외 인력 교육
- 방산 기업, 공항, 훈련 시설 등의 군사 인프라 구축에 대한 기술적 보조
- 러시아 방산 업체에서 개발하는 혁신적 민간 첨단 기술 제품에 대한 지원

## 같이 보기
- 불곰사업